# 예로페이 하바로프

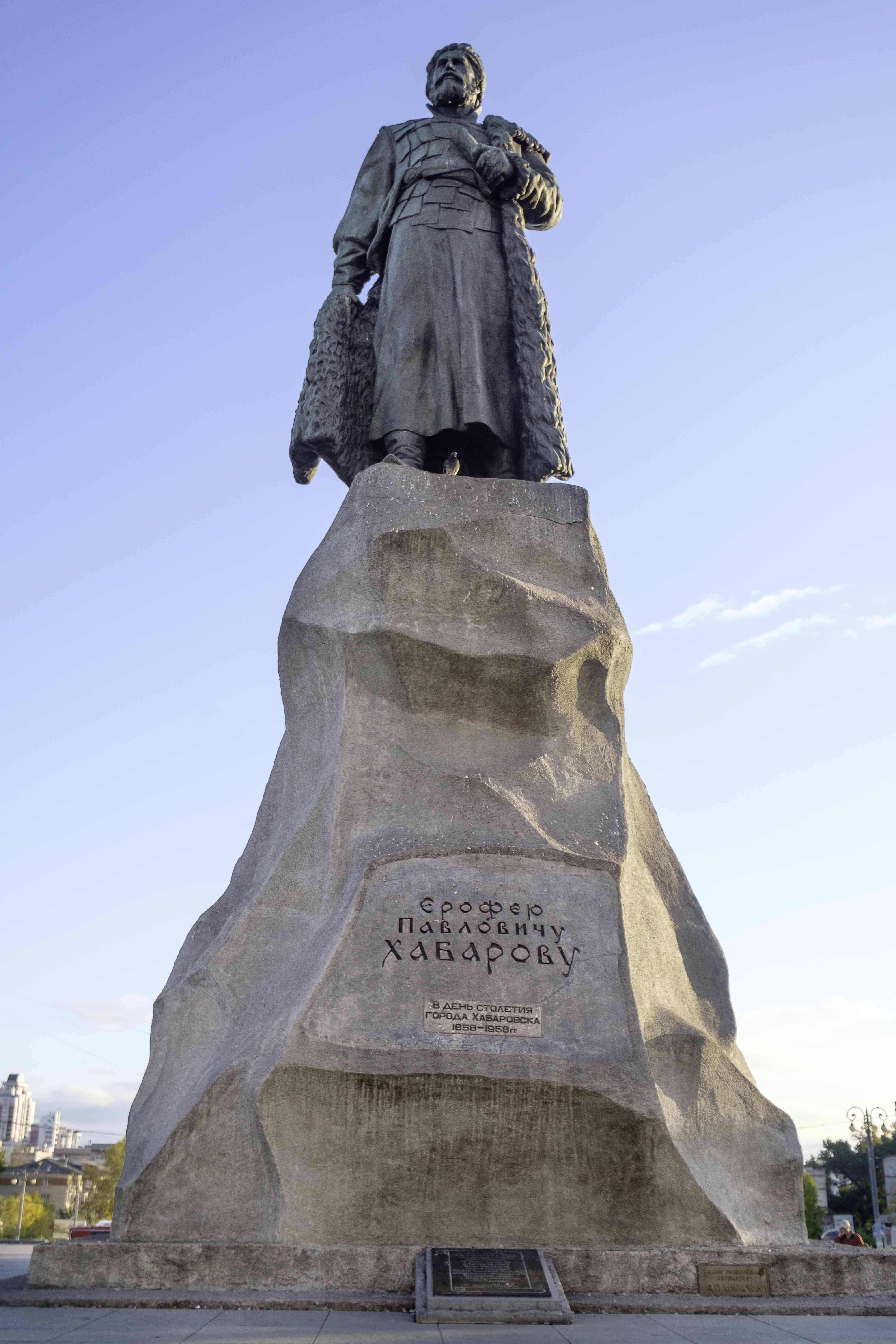
동상

예로페이 하바로프(러시아어: Ерофе́й  Хаба́ров, 예로페이 파블로비치 하바로프, 러시아어: Ерофе́й Па́влович Хаба́ров, 1603년 ~ 1671년 이후)는 러시아의 기업가이자 모험가이다. 아무르강 지역을 탐험하였고 러시아 지역의 식민지화를 시도했다. 상세 배경에 대해서는 청-러시아 국경 분쟁 문서를 참고.
러시아의 주요 도시 하바롭스크, 마을과 철도역 예로페이 파블로비치(아무르주 시베리아 횡단 철도에 위치)의 지명이 그의 이름에서 나왔다.

## 같이 보기
- 알바진인